# کارلوس پریه‌تو (بازیکن هندبال)
کارلوس پریه‌تو (اسپانیایی: Carlos Prieto‎؛ زادهٔ ۲ فوریهٔ ۱۹۸۰) بازیکن هندبال اهل اسپانیا است.
از باشگاه‌هایی که در آن بازی کرده‌است می‌توان به باشگاه فوتبال بارسلونا اشاره کرد.